# Culture de la Normandie

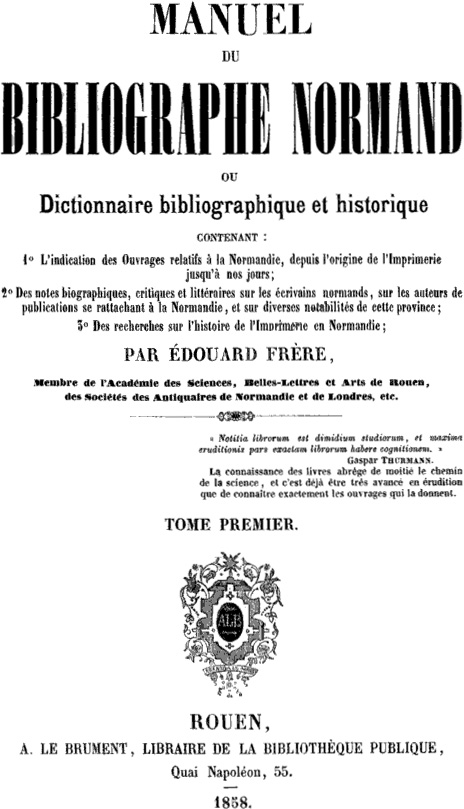
Le Manuel du Bibliographe normand d’Édouard Frère.

La Normandie possède une langue propre dérivée, comme le français, de la langue d'oïl, le normand qui est encore utilisé à l’heure actuelle, notamment dans le Bessin, le Cotentin, les îles Anglo-Normandes ou encore le Pays de Caux.
La culture de la Normandie est d’abord littéraire puisque c’est notamment en normand que s’est élaborée la littérature de France : le plus ancien texte littéraire de France, la Chanson de Roland, poème épique et chanson de geste de la fin du XIe siècle attribué à Turold, est en anglo-normand. Cette intense activité littéraire a fait de la Normandie le berceau de plusieurs des plus grands écrivains français, depuis le grand rhétoriqueur Jean Marot, le poète de la Pléiade Rémy Belleau, les satiristes comme Vauquelin de La Fresnaye, Angot de L’Éperonnière ou Sigogne jusqu’aux grands auteurs romantiques du XIXe siècle, Guy de Maupassant ou Jules Barbey d'Aurevilly, le réaliste Gustave Flaubert, immortel auteur de Madame Bovary et Octave Mirbeau, en passant par le symboliste Remy de Gourmont. Parmi les auteurs de langue normande, on trouve Alfred Rossel, Louis Beuve et Côtis-Capel.
La Normandie a également vu naître de nombreux peintres, dont Le Poussin, Géricault, Fernand Léger ou Marcel Duchamp, et inspiré plusieurs de leurs toiles, en particulier au XIXe siècle, qu’il s’agisse du port du Havre par Claude Monet dans Impression, soleil levant, des falaises d’Étretat par Courbet, de la plage de Trouville par Eugène Boudin ou des paysages de la Hague de Jean-François Millet. La Normandie a même donné naissance à de véritables dynasties d’artistes telles que les Hallé, les Restout, les Jouvenet ou les Duchamp. On y a aussi connu quelques maîtres verriers, comme Oudinot de La Faverie ou Louis Barillet .
La culture normande est aussi musicale avec des compositeurs bien connus comme Michel Corrette, François-Adrien Boieldieu, Daniel Auber, Erik Satie, Marcel Lanquetuit ou la célèbre dynastie de facteurs d’instruments à vent originaire de La Couture, les Hotteterre.

## Événements culturels
- Fête des Normands
- Festival Normandie impressionniste

### Festivals en Normandie
Se référer aussi à la catégorie Festival en Normandie.

#### Pluri-disciplinaire
- Les Boréales
- Cidre et Dragon
- Festival Les Art'zimutés
- Automne en Normandie
- Festival Nuits d'Orient
- Nördik Impakt

#### Musique
- Rencontres européennes de l'Adami à Cabourg

##### Musique classique
- Semaine des cordes pincées
- Musique de chambre à Giverny
- Polyfollia

##### Musiques du monde
- Festival des Traversées Tatihou

##### Jazz
- Jazz sous les pommiers

##### Rock et variété
- Chauffer dans la noirceur
- Calvadose de Rock
- Festival Art Sonic
- Festival Beauregard
- Festival Papillons de nuit
- Le Rock dans tous ses états
- Swing in Deauville

##### Bande dessinée
- Des Planches et des Vaches

##### Littérature d'enfance et de jeunesse
- Festival du livre jeunesse du Havre

#### Cinéma
- Festival du film d'éducation
- Festival du film de Cabourg
- Festival du film asiatique de Deauville
- Festival du cinéma américain de Deauville
- Off-Courts
- Festival du grain à démoudre

## Philosophie
| - Nicole Oresme (Allemagne, 1325-1382) - Guillaume Postel (Barenton, 1510-1581) - François-André-Adrien Pluquet (Bayeux, 1716-1790) - Louis Liard (Falaise (Calvados)\|Falaise, 1846-1917) - Alain (Mortagne-au-Perche, 1868-1951) - René Le Senne (Elbeuf, 1882-1954) | - Martial Gueroult (Le Havre, 1891- 1976) - Gaston Fessard (Elbeuf, 1897-1978) - Clément Rosset (Carteret, 1939-) - Marcel Gauchet (Poilley, 1946-) - Michel Onfray (Argentan, 1959-) |  |

## Littérature
Se référer aussi à l'article Liste d'écrivains normands.

### Littérature en normand
| - Turold (XIe siècle) - Raoul de Caen (1080-1120) - Béroul (XIIe siècle) - Marie de France (XIIe siècle) - Wace (XIIe siècle, de Jersey) - Geoffroy Gaimar (XIIe siècle) - Guernes de Pont-Sainte-Maxence (XIIe siècle) - Philippe de Thaon (XIIe siècle) - Benoît de Sainte-Maure (XIIe siècle) - Guillaume de Saint Pair (XIIe siècle) - Guillaume de Berneville (XIIe siècle) - André de Coutances (XIIe siècle) - Denis Piramus (XIIe siècle - Clémence de Barking (XIIe siècle) - Robert de Ho (XIIe siècle) - Simon de Freine (XIIe siècle) - Chardry (XIIe siècle) - Alexandre de Bernay (XIIe siècle) - Thomas de Kent (XIIe siècle) - Éverard de Gateley (XIIe siècle) - Pierre de Langtoft (XIIIe siècle) - Robert Grosseteste (1175-1253) - Guillaume Le Clerc de Normandie (XIIIe siècle) - Nicholas Trivet (1258-1328) - Jehan Grisel (1567-1622) - David Ferrand (1590?-1660, du Pays de Caux) - Bernardin Anquetil (1755-826, du Bessin) - Nicolas Lalleman (1764-1814, de Vire) - Matthew Le Geyt (1777-1849, de Jersey) - Georges Métivier (1790-1881, de Guernesey) - Philippe Langlois (1817-1884, de Jersey) - Tam Lenfestey (1818-1885, de Guernesey) - Robert Pipon Marett (1820-1884, de Jersey) - Jean Dorey (1831-1872, de Jersey) | - Thomas Henry Mahy (1862-1936 de Guernesey) - Edward Le Brocq (1877-1964, de Jersey) - Augustus Asplet Le Gros (1840-1877, de Jersey) - Alfred Rossel (1841-1926, de Cherbourg) - Denys Corbet (1846-1909, de Guernesey) - Bon Prosper Lepesqueur (Digulleville, 1846-Cherbourg, 1921) - Philippe Le Sueur Mourant (Jersey, 1848-1918) - Charles Lemaître (1854-1928) - Charles Vérel (Le Plantis, 1857-1917) - Octave Maillot (1861-1949, de Tinchebray) - Louis Beuve (1869-1949, de Coutances) - François Énault (1869-1918, de Varenguebec) - Francis Yard (1876-1947) - Louis Gouget (1877-1915) - Charles Birette (Montfarville, 1878-1941) - Maurice Lesieutre (Le Havre, 1879-) - Charles Le Boulanger (Cerisy-la-Salle, 1880-Touques, 1929) - Alfred Noël (1883-1918) - Gaston Le Révérend (Saint-Paul-de-Courtonne, 1885-Villiers-le-Sec, 1962) - George Francis Le Feuvre (1891-1984, de Jersey) - Gabriel Benoist, (1891-1964, de Gournay-en-Bray) - Jean Tolvast (Auguste Toullec 1898-1945, de Cherbourg) - Marceau Rieul (Marcel Sorieul 1900-1977, de Bolbec) - Jehan Le Povremoyne (Ernest Coquin 1903-1970, du Havre) - Frank Le Maistre (1910-2002, de Jersey) - Gires Ganne (Fernand Lechanteur 1910-1971, d’Agon) - Côtis-Capel (Albert Lohier 1915-1986, de Urville-Hague) - André Louis (Octeville, 1922-1999) |  |

### Littérature en anglais

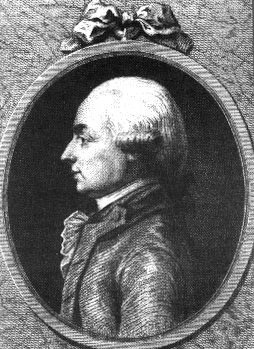
J. Hector St John de Crèvecoeur.

- Pierre-Antoine Motteux (Rouen, 1660-1718)
- J. Hector St John de Crèvecoeur (Caen, 1735-1813)

### Littérature en latin
- Guillaume de Pouille (XIe siècle)
- Guillaume de Jumièges (XIe siècle)
- Guillaume de Poitiers (Les Préaux, v. 1020-1090)
- Orderic Vital (Atcham, 1075-Saint-Évroult, v. 1142)
- Jean d'Hauville (XIIe siècle)
- Robert Blondel (Ravenoville, v. 1380-v. 1460)
- Jean Rouxel (Caen, 1530-1586)
- Antoine Halley (Bazanville, 1593-1675)
- Hercule Grisel (Rouen, 1595-1677)
- Simon Bougis (Sées, 1630-1714)
- Le Père Porée (Vendes, 1675-1741)
- Noël-Étienne Sanadon (Rouen, 1676-1733)

### Littérature en français
| - Guillaume de Digulleville (1295-après 1358) - Alain Chartier (Bayeux, 1385-1433) - Olivier Basselin (Le Val-de-Vire, v. 1400-v. 1450) - Jean Marot (Mathieu, v. 1450-v. 1526) - Pierre Fabri (Rouen, v. 1450-1535) - Pierre Gringore (Thury-Harcourt, 1475-1539) - François de Sagon (Rouen, fin du XVe siècle-XVIe siècle) - François Le Breton (Coutances, XVIe siècle) - Jean Le Blond (Évreux, XVIe siècle) - Guillaume Guéroult, (Rouen, 1507-1569) - Nicolas de Grouchy, (Rouen, 1510-1572) - Rémy Belleau (Nogent-le-Rotrou, 1528-1577) - Nicolas Filleul (Rouen, 1530-1575) - Philippe d'Alcripe (Lyons-la-Forêt, 1531-1581) - Jean Vauquelin de La Fresnaye (La Fresnaye-au-Sauvage, 1536-1606) - Jean Bertaut (Caen, 1552-Sées, 1611) - Malherbe (Caen, 1555-1628) - Charles-Timoléon de Sigogne (v. Dieppe, 1560-1611) - Nicolas Vauquelin Des Yveteaux, (Falaise, 1567-1649) - Antoine de Montchrestien (Falaise, 1575-1621) - Thomas Sonnet de Courval (Vire, 1577-1627) - François d'Eudemare, (Rouen, 1580-1635) - Robert Angot de L'Éperonnière (Caen, 1581-?) - Pierre Firmian dit Le Père Zacharie (Lisieux, 1582-1660) - Antoine Le Métel d'Ouville (Caen, 1589-1655) - Jean Auvray (1590-1627) - Pierre Bardin (Rouen, 1590-1635) - François Le Métel de Boisrobert (Caen, 1592-1662) - Saint-Amant (Quevilly, 1594-1661) - Jacques de Callières (Thorigny, XVIe siècle-1697) - Georges de Scudéry (Le Havre, 1601-1667) - Antoine Godeau (Dreux, 1605-Vence, 1672) - Corneille (Rouen, 1606-1684) - Madeleine de Scudéry (Le Havre, 1607-1701) - Jean de Rotrou (Dreux, 1609-1650) - François Eudes de Mézeray (Rye, 1610-1683) - Charles Faucon de Ris ( Charleval, 1612-1693) - Isaac de Benserade (Lyons-la-Forêt, 1613-1691) - Saint-Évremond (Saint-Denis-le-Gast, v. 1614-1703) - Françoise de Motteville (Normandie, 1615-1689) - Antoine Garaby de La Luzerne (Coutances, 1617-1679) - Segrais (Caen, 1624-1701) - Thomas Corneille (Rouen, 1625-Les Andelys, 1709) - Nicolas Pradon (Rouen, 1632-Paris, 1698) - Anne de La Vigne (Vernon (Eure)\|Vernon, 1634-1684) - Boudier de la Jousselinière (Alençon, 1634-1723) - Marie-Catherine de Villedieu (Alençon, 1640-1683) - Anne de La Roche-Guilhem (Rouen, 1644-1710) - Jean Duhamel (Vire, XVIIe siècle-1703) - François de Callières (Thorigny, 1645-1717) - Jacques Parrain Des Coutures (Avranches, 1645-1702) - Pierre-Corneille Blessebois (Verneuil-sur-Avre, v. 1646-v. 1700) - Marie-Catherine d'Aulnoy (Barneville-la-Bertran, v. 1650-1705) - Fontenelle (Rouen, 1657-1757) - Henri de Boulainvilliers (Saint-Saire, 1658-1722) - Charles-Irénée Castel de Saint-Pierre (Saint-Pierre-Église, 1658-1743) - Catherine Bernard (Rouen, 1662-1712) - Gilles Asselin (Vire, 1682-1767) - Gilles de Caux de Montlebert (Argentan, 1682-1733) - Pierre Desfontaines (Rouen, 1685-1745) - Charles-Gabriel Porée (Caen, 1685-Caen, 1770) - Jean-François Du Resnel du Bellay (Rouen, 1692-1761) - Louise Levesque (Rouen, 1703-1743) - Antoine Yart (Rouen, 1710-1791) - Anne du Boccage (Rouen, 1710-1802) - Jeanne-Marie Leprince de Beaumont (Rouen, 1711-1780) - Marie-Pierre Fontaine (Rouen, 1712-1775) - Pierre-Charles-François Porquet (Vire, 1728-1796), poète ; - François Le Prévost d'Exmes (1729-1799) - J. Hector St John de Crèvecoeur (Caen, 1735-1813) - Anne-Louise Élie de Beaumont (Caen, 1729-1783) - Xavier-Félix Lallemant (Rouen, 1729-1810) - Jacques Clinchamps de Malfilâtre (Caen, 1732-1767) - Desfontaines-Lavallée (Caen, 1733-1825) - Bernardin de Saint-Pierre (Le Havre, 1737-1814) - Robert-Martin Lesuire (Rouen, 1737-1815) - Léon Thiessé (Rouen, 1793-1854) - Jean-Jacques Boisard (Caen, 1744-1833) - Guillaume-René Lefébure (Sainte-Croix-sur-Orne, 1744-1809) - Adrien Pasquier (Rouen, 1744-Rouen, 1819) - Nicolas-Étienne Framery (Rouen, 1745-1810) - Borel (Rouen, XVIIIe siècle) | - Antoine Le Bailly (Caen, 1758-1833) - Jean-Baptiste-Christophe Grainville (Lisieux, 1760-1805) - Chrétien-Siméon Le Prévost d'Iray (1768-1849) - Charles-Julien Lioult de Chênedollé (Vire, 1769-1833) - Isidore Langlois (Rouen, 1770-1808) - Claude-Nicolas Chatillon (Rouen, 1776-1826) - Louis-Eugène Sevaistre (1787-1865) - Ulric Guttinguer (Rouen, 1787-1866) - Auguste Billiard (Courtomer (Orne)\|Courtomer, 1788-1858) - Charles Jean Harel (Rouen, 1789-1846) - Casimir Delavigne (Le Havre, 1793-1843) - Jacques-François Ancelot (Le Havre, 1794-1854) - Édouard Frère (Rouen, 1797-Rouen, 1874) - Prosper Duvergier de Hauranne (Rouen, 1798-1881) - Tocqueville (1805-1859) - Jules Barbey d'Aurevilly (Saint-Sauveur-le-Vicomte, 1808-1889) - Arthur de Gobineau (Ville-d'Avray, 1816-1882) - Jean Fleury (Vasteville, 1816-Gréville, 1894) - Auguste Vacquerie (Villequier, 1819-1895) - Jean de Falaise (Falaise (Calvados)\|Falaise, 1820-1889) - Louis-Hyacinthe Bouilhet (Cany, 1821-1869) - Gustave Flaubert (Rouen, 1821-1880) - Octave Feuillet (Saint-Lô, 1821-1890) - G. Bruno (Sérigny (Orne)\|Sérigny, 1833-1923) - Rose Harel (Bellou, 1826-1885) - Hector Malot (La Bouille, 1830-1907) - Valérie Feuillet (1832-1906) - Albert Glatigny (Lillebonne, 1839-1873) - Émile Masqueray (Rouen, 1843-1894) - Octave Mirbeau (Trévières, 1848-1917) - Mathilde Jacob (1848-Bréhal, 1928) - Maupassant (Fécamp, 1850-1893) - Alphonse Allais (Honfleur, 1854-1905) - Paul Harel (Échauffour, 1854-1927) - Jean Lorrain (Fécamp, 1855-1906) - Remy de Gourmont (Bazoches-au-Houlme, 1858-1915) - Maurice Leblanc (Rouen, 1864-1941) - Henri de Régnier (Honfleur, 1864-1936) - Gustave Le Rouge (Valognes), 1867-Paris, 1938) - George William de Carteret (Jersey, 1869-1940) - Robert de Flers (Pont-l'Évêque (Calvados)\|Pont-l'Évêque, 1872-1927) - Georges Grente (1872-1959), de Percy - André Siegfried (Le Havre 1875-1959) - Louise Hervieu (Alençon, 1878-1954) - Louis Forton (Sées, 1879-1934) - André Maurois (Elbeuf, 1885-1967) - Jean de La Varende (Chamblac, 1887-1959) - Raymond Mensire (Doudeville, 1889-1964) - André Breton (Tinchebray, 1896-1966) - Armand Salacrou (Rouen, 1899-1989) - Jean Prévost (Saint-Pierre-lès-Nemours, 1901-1944) - Jean Dubuffet (Le Havre, 1901-1985) - Jean Follain (Canisy, 1903-1971) - Marius Grout (Fauville-en-Caux, 1903-1946) - Raymond Queneau (Le Havre, 1903-1976) - René Bansard (Grandcamp-les-Bains 1904-1971) - Paul-Jacques Bonzon (Sainte-Marie-du-Mont, 1908-1978) - Gilles Buisson (Mortain, 1911-2003) - Max-Pol Fouchet (Saint-Vaast-la-Hougue, 1913-Avallon, 1980) - Kléber Haedens (Équeurdreville, 1913-1976) - Roland Barthes (Cherbourg, 1915-1980) - Roger Bésus (Bayeux, 1915-1994) - Roger Grenier (Caen, 1919-) - Jean Hougron (Mondeville, 1923-) - Annie Saumont (Cherbourg, 1927-) - Daniel Lefèvre (Cherbourg, 1937-) - Pierre Bameul (Barneville-Carteret, 1940-) - Annie Ernaux (Lillebonne, 1940-) - Jacques-Pierre Amette (Saint-Pierre-sur-Dives, 1943-) - Patrick Grainville (Villers-sur-Mer, 1947-) - Pascal Quignard (Verneuil-sur-Avre, 1948-) - Franz-Olivier Giesbert (Wilmington (Delaware)\|Wilmington, 1949-) - Philippe Delerm (Auvers-sur-Oise, 1950-) - Catherine Rihoit (Caen, 1950) - Daniel Lacotte (Cherbourg, 1951-) - Jean Teulé (Saint-Lô, 1953-) - Michel Bussi (Louviers, 1965-) - Olivier Frébourg (Dieppe, 1965-) - Adrien Goetz (Caen, 1966-) - Caryl Férey (Caen, 1967-) - Guillaume Le Touze (Le Havre, 1968-) |

## Théologie

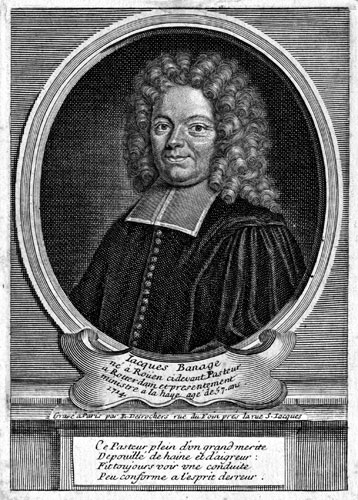
Jacques Basnage de Beauval.

- Guillaume Guérante (Rouen, 1494-1574)
- Jacques Davy du Perron (Saint-Lô, 1556-1618)
- Samuel Bochart (Rouen, 1599-1667)
- Pierre Du Bosc (Bayeux, 1623-1692)
- Pierre-Daniel Huet (Caen, 1630-1721)
- Pierre Allix (Alençon, 1641-1717)
- Robert Guérard (Rouen, 1641-1715)
- Jacques Basnage de Beauval (Rouen, 1653-1723)
- Pierre Le Courayer (Rouen, 1681-1776)
- Gaston Fessard (Elbeuf, 1897-1978)
- Hippolyte Simon (Saint-Georges-de-Rouelley, 1944)

## Musique
Dès 1955, la Normandie est la première région française à découvrir le rock 'n' roll grâce aux marins de paquebots en provenance de New York qui font escale au Havre, et aux GI's de la base américaine de l’OTAN d'Évreux : les stars américaines viennent s'y produire. Rapidement, cette musique s’étend à la Normandie. Débutant en 1958, Claude Piron, sous le pseudonyme de Danny Boy, apparaît comme le premier rockeur français. Rouen est un temps qualifiée de « capitale du rock », accueillant par exemple The Clash pour son premier concert en France.

### Théoriciens, compositeurs, instrumentistes, chanteurs, chef d'orchestre
| - Guillaume Costeley (Pont-Audemer, v. 1530-Évreux, 1606), musicien de la Renaissance - Jehan Titelouze (Saint-Omer 1562 ou 1563 - Rouen 1633), fondateur de l’École française d'orgue - Bertrand de Bacilly (Lolif, 1625-1690), compositeur et théoricien de la musique - Sébastien de Brossard (Dompierre, 1655-1730), compositeur et théoricien de la musique - François d’Agincourt (Rouen, 1684-Rouen, 1758), organiste et claveciniste - Nicolas Chédeville (Serez, 1705-1782) - André-Joseph Exaudet (1710, Rouen-1762), violoniste et compositeur - Jacques Duphly (Rouen, 1715-1789), claveciniste - Louis-Armand Chardin (Fécamp, 1755-1793), baryton et compositeur - Pierre-David-Augustin Chapelle (Rouen, 1750-1822), violoniste et compositeur - Charles-Simon Catel (L’Aigle, 1773-1830), compositeur - François-Adrien Boieldieu (Rouen, 1775-1834), compositeur - Claude-Nicolas Chatillon (Rouen, 1776-1826), musicien et compositeur - Daniel Auber (Caen, 1782-1871), compositeur - Frédéric Bérat (Rouen, 1801-1855), chansonnier et compositeur, auteur de Ma Normandie - Georges-Joseph de Momigny (Vire, 1812-1882), compositeur - Allyre Bureau (Cherbourg, 1810-1859), compositeur, musicien - Placide-Alexandre-Guillaume Poultier (1814-1887), ténor - Maria Flécheux (Rouen, 1815-1842), cantatrice | - Alfred Lair de Beauvais (Bayeux, 1820-1869), organiste - Léon Le Cieux (Bayeux, 1821-1873), violoniste - Alfred-Alexandre Quentin (Cherbourg, 1827-?), tromboniste - Casimir Théophile Lalliet (Évreux, 1837-1892), hautboïste - Alfred Rossel (Cherbourg, 1841-1926), chansonnier - Erik Satie (Honfleur, 1866-1925), compositeur - André Caplet (Le Havre, 1878-1925), compositeur, chef d’orchestre - Gabriel Dupont (Caen, 1878-1914), compositeur - Guy de Lioncourt (Caen, 1885-1961), compositeur - Marcel Dupré (Rouen, 1886-1971), organiste - Jeanne Messager (Alençon, 1887-Ouistreham, 1971), musicienne et folkloriste - Arthur Honegger (Le Havre, 1892-1955), compositeur - Louis-Édouard Garrido (1893-1982), peintre - Robert Bréard (Bois-Guillaume, 1894-1973), musicien - Maurice Duruflé (Louviers, 1902-1986), organiste et compositeur - Michel Magne (Lisieux, 1930-1984), compositeur et musicien - Jean-Luc Ponty (Avranches, 1942), musicien, violoniste, compositeur de jazz - Billy Bridge (Cherbourg, 1945-1994), chanteur - Gérard Lenorman (Bénouville, 1945), auteur, compositeur-interprète - Daniel Balavoine (Alençon, 1952-1986), auteur-compositeur-interprète - Arnold Turboust (1959-) - Éric Tanguy (Caen, 1968-), compositeur - Françoiz Breut (Cherbourg, 1969), chanteuse - Damien Top (Rouen, 1973), ténor, musicologue, chef d'orchestre et compositeur - Vincent Delerm (Évreux, 1976), auteur-compositeur-interprète - Orelsan (Alençon, 1982), rappeur - Benjamin Alard (Rouen, 1985), organiste et claveciniste - Georges Friboulet (Le Havre, 1910-1992), compositeur |

### Ensembles
- Les Arts florissants, ensemble de musique baroque
- Mes souliers sont rouges, groupe de chanson française traditionnelle
- The Lanskies, groupe de rock originaire de Saint-Lô
- Kim Novak, groupe de rock originaire de Caen
- Magène, groupe de chanson normande
- La Maîtrise de Caen, chœur de garçons et d'hommes

## Peinture
Une association, créée à l’initiative de Paul-Louis Halley, Peindre en Normandie, présidée actuellement Alain Tourret, valorise à travers des expositions une collection d’œuvres représentant les paysages normands. Son budget est de 200 à 250 000 euros par an, financé par le Conseil régional de Basse-Normandie et des mécènes privés (Groupe Carrefour, Frial et NXP)[Passage à actualiser].
| - Isaac Oliver (v. 1565, Rouen-1617) - Nicolas Poussin (1594, Les Andelys-1665) - Jean de Saint-Igny, (v. 1595, Rouen-v. 1649) - Laurent Jouvenet (1609, Rouen-1681, Rouen) - Jean Nicolle (1610, Louviers-v. 1650) - Daniel Hallé (1614, Rouen-1675) - Pierre Le Tellier (1614, Vernon-v. 1702, Rouen) - Marc Restout (1616, Caen-1684) - Jean Jouvenet (1644, Rouen-1717) - Nicolas Colombel (1646, Sotteville-les-Rouen-1717) - Jacques Restout (Caen, v. 1650-v. 1701) - Jean Coustel (Rouen, dernière moitié du XVIIe siècle-1750) - Jean-Baptiste Belin de Fontenay (1653, Caen-1715) - Eustache Restout (1655, Caen-1743) - François Jouvenet (1664, Rouen-1749) - Jean Ier Restout (1666, Caen-1702) - Robert Tournières (1667, Caen-1752, Caen) - Marc Restout (1684, Caen, 1616-Caen) - Jean II Restout (1692, Rouen-1768) - Robert Bichue (Coutances, 1705-1789) - Michel-Bruno Bellengé (1726, Rouen-1793) - Jean-Baptiste Deshays de Colleville (1729, Rouen-1765) - Étienne de La Vallée-Poussin (1735, Rouen-1802) - Jean-Pierre Houël (1735, Rouen-1813) - Louis Le Mire (1738, Rouen-1757) - Le Barbier l’Aîné (1738, Rouen-1826) - Jacques-Manuel Lemoine (1740, Rouen-1803) - Descamps fils, (Rouen, 1742-1836) - Le Barbier jeune (1743, Rouen-1805, Paris) - Anicet Charles Gabriel Lemonnier (1743, Rouen-1824) - Charles Le Carpentier (1744, Pont-Audemer-1822) - Gabriel-Narcisse Rupalley (Bayeux, 1745-1798) - Joseph-Marie Flouest (Dieppe, 1747-1833) - Charles Eschard (1748, Caen-1810) - Jacques-Antoine-Marie Lemoine (1751, Rouen-1824) - Thomas Restout (1754, 1671-Caen) - Robert Lefèvre (1755, Bayeux-1830 - Léonor Mérimée (Chambrais, 1757-1836) - Pierre-Nicolas Legrand de Lérant (1758, Pont-l’Évêque-1829) - Charles-Paul Landon (1760, Nonant-le-Pin-1826) - Thomas Henry (1766, Cherbourg-1836) - Jacques Delaplace (Vernon (Eure)\|Vernon, 1767-XIXe siècle) - François de Caumont (Bayeux, 1768-1848) - Jean-Baptiste-Joseph Duchesne (Gisors, 1770-1856) - Jean-Benjamin Houël (Rouen, v. 1776-1853) - Eustache-Hyacinthe Langlois (1777, Pont-de-l'Arche-1837) - Jean-Jacques Monanteuil (Mortagne-au-Perche, 1785-1860) - Adrien Victor Auger (1787, Saint-Valéry-en-Caux-1854) - Jean-Charles Langlois (1789, Beaumont-en-Auge-1870) - Louis-Claude Malbranche (1790, Caen-1838) - Théodore Géricault (1791, Rouen-1824) - Lizinska de Mirbel (1796, Cherbourg-1849) - Théophile Langlois de Chèvreville (1803, Mortain-1845) - Espérance Langlois (1805, Pont-de-l'Arche-1864) - Charles Boulanger de Boisfrémont (1773, Rouen-1838) - Pierre Adrien Graillon (1807, Dieppe-1872, Dieppe) - Polyclès Langlois (1813, Pont-de-l'Arche-1872) - Jean-François Millet (1814, Gréville-Hague-1875) - Théodule Ribot (1823, Saint-Nicolas-d'Attez-1891, Colombes) - Charles Lhullier (1824, Granville-1898) - Eugène Boudin (1824, Honfleur-1898) - Denys Corbet (1826, Guernesey-1910) - Stanislas Lépine (1827, Réville-1895) | - Émile Frédéric Nicolle (1830, Rouen-1894) - Guillaume Fouace (1837, Réville-1895) - Charles Hermann-Léon (Le Havre, 1838-1908) - Arsène-Hippolyte Rivey (1838, Caen-1903) - Jules Adeline (1845, Rouen-1909) - Félix Buhot (1847, Valognes-1898) - Albert Lebourg (1849, Montfort-sur-Risle-1928, Rouen) - Léon-Jules Lemaître (1850, Longueville-sur-Scie-1905, Les Essarts) - Georges Dubosc (1854, Rouen-1927, Rouen) - Charles Angrand (1854, Criquetot-sur-Ouville-1926, Rouen) - Charles Frechon (1856, Blangy-sur-Bresle-1929, Rouen) - Henry Moret (1856, Cherbourg-1913) - Joseph Delattre (1858, Déville-lès-Rouen-1912) - Charles Léandre (Champsecret, 1862-1934) - Félix Fournery (1865, Paris- 1938, Montagnac-la-Crempse) - Jules Ausset (1868, Montivilliers- 1955, Paris) - François Énault (1869, Varenguebec-1918) - Hyppolyte Madelaine (1871, Saint-Ouen-de-Thouberville-1966, Rouen) - René de Saint-Delis (1876, Saint-Omer-1958, Étretat) - Raoul Dufy (1877, Le Havre-1953) - Marcel Couchaux (1877, Rouen-1939) - Narcisse Guilbert (1878, Bouville-1942) - Henri de Saint-Delis (1878-1949, Le Havre) - Georges Bradberry (1878, Maromme-1959) - Maurice Louvrier (1878, Rouen-1954) - Albert Copieux (1885-Le Havre, 1956) - Edmond-Marie Poullain (1878, Montebourg-1951, Granville) - Othon Friesz (1879, Le Havre-1949) - Narcisse Hénocque (1879, Mont-Saint-Aignan-1952) - Fernand Léger (1881, Argentan-1955) - René Sautin (1881, Montfort-sur-Risle-1968, Les Andelys) - Magdeleine Hue (1882, Bernay-1944, Bihorel) - Raimond Lecourt (1882, Le Havre-1946) - Henry E. Burel (1883, Fécamp-1967, Fécamp) - Pierre Dumont (1884, Paris-1936) - André Mare (1885, Argentan-1932) - Jacques Villon (1885, Damville-1963) - Émile Bréchot (1886, Caudebec-1971) - Henry Dannet (1886, Gassicourt-1946, Pont-Audemer) - Robert Antoine Pinchon (1886, Rouen-1943, Bois-Guillaume) - Marcel Duchamp (1887, Blainville-Crevon-1968) - Gérard Cochet (1888, Avranches-1969) - Léonard Bordes (1898, Paris-1969, Rouen) - Jean Daligault (1899, Caen-1945) - Suzanne Duchamp (1889, Blainville-Crevon-1963) - Pierre Hodé (1889, Rouen-1942, Paris) - Marcel Niquet (1889, Poses-1968, Poses) - Michel Frechon (1892, Rouen-1974) - Lucien Genin (Rouen, 1894-1953) - Pierre Le Trividic (1898, Rouen-1960, Dieppe) - Jean Dubuffet (1901, Le Havre-1985) - René Bansard (1904, Grandcamp-les-Bains-1971) - Jean Hélion (1904, Couterne-1987) - Pierre Brette (1905, Granville-1961) - Fernand Herbo (1905, Honfleur-1995, Honfleur) - Roger Tolmer (1908, Sotteville-lès-Rouen-1988, Rouen) - Georges Mirianon (1910, Neuville-lès-Dieppe-1986, Le Mesnil-Esnard) - Jean Dannet (1912, Honfleur-1997, Beuzeville) - Franck Innocent (1912, Sahurs-1983, Rouen) - Albert Malet (1912, Bosc-le-Hard-1986, Rouen) - Jacques Thiout (1913, Martin-Église-1971, Boulogne-Billancourt) - Jef Friboulet (1919, Fécamp-2003, Yport) - Gaston Sébire (1920, Saint-Samson-2001) - Roland Dubuc (1924, Caudebec-les-Elbeuf-1998, Elbeuf) - Marcel Peltier (1924, Louviers-1998, Darnétal) - Roland Lefranc (1931, Bessin-2000, Caen) - Pierre Carron (1932, Fécamp-) - Philippe Trouvé (1936, Lisieux-Caen 2005) - Jean-Claude Lethiais (1941, Rouen-) - Daniel Authouart (1943, Lillebonne-) - Christian Sauvé (1943, Rouen-) - Claudine Loquen (1965, Sainte-Adresse) - Seb Toussaint (1988, Caen) |

## Sculpture

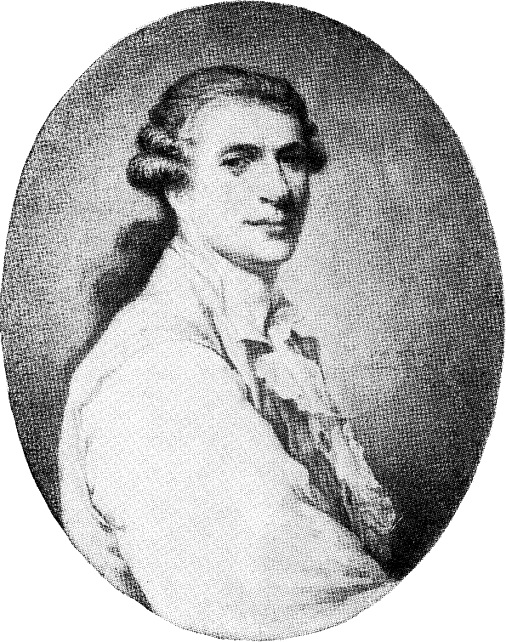
François Masson.

## Gravure
| - Gabriel Pérelle (Vernon, 1604-1677) - Michel Mollart (Dieppe, 1641-1712) - Jean Drouilly (Vernon, 1641-1698) - Jean Mauger (Dieppe, 1648-1712) - Robert Bichue (Coutances, 1705-1789) - Noël Le Mire (Rouen, 1724-1801) - Jean-Pierre Houël (Rouen, 1735-1813) - Marin-Nicolas Jadoulle (Rouen, 1736-1805) - Louis Le Mire (Rouen, 1738-1757) - Jean Massard (Bellême, 1740-1822) - François Godefroy (Rouen, 1743-1819) - Michel Picquenot (Montville, 1747-1814) - Romain-Vincent Jeuffroy (Rouen, 1749-1826) - Pierre-Nicolas Beauvallet (Le Havre, 1750-1818) - Pierre L'Épine (Val de la Haye, 1754-1822) - Pierre Beljambe (1759-1820) | - Pierre-François Godard (Alençon, 1768-1838) - Georges-Jacques Gatine (1773-1824) - Adrien Victor Auger (Saint-Valéry-en-Caux, 1787-1854) - Paul Letarouilly (Coutances, 1795-1855) - Godard II d'Alençon (Alençon, 1797-1864) - Louis-Henri Brévière (Forges-les-Eaux, 1797-1869) - Espérance Langlois (Pont-de-l’Arche, 1805-1864) - Adolphe Maugendre (Ingouville, 1809-1895) - Polyclès Langlois (Pont-de-l’Arche, 1813-Rouen, 1872) - Jules Chaplain (Mortagne, 1839-1909), graveur - Jacques Villon (Damville, 1875-1963) - Edmond-Marie Poullain (Montebourg, 1878-Granville, 1951) - Rachel Hautot (Fermanville, 1882-1935 ) - Elsa Catelin (Coutances, 1975-) |

## Dessin

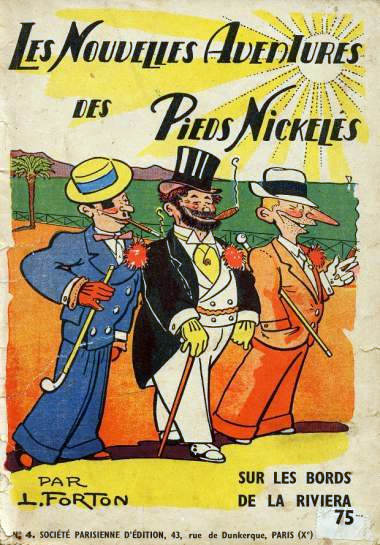
Les Pieds Nickelés de Louis Forton.

Se référer à la catégorie Dessinateur normand

## Maîtres verriers
Les vitraux des édifices religieux en Normandie méritent que l'on s'attarde sur les artistes normands qui ont fait le choix du métier de maître verrier et se sont illustrés, non seulement en Normandie, mais aussi en dehors de la région.
- Guillaume Barbe XVe siècle
- Eugène-Stanislas Oudinot (Alençon, 1827-1889)
- Pierre-Jules Boulanger (Rouen, 1833-1911)
- Louis Barillet (Alençon, 1880-1948)
- François Décorchemont (Conches-en-Ouche, 1880-1971)
- Antoine Leperlier (Évreux, 1953-)

## Théâtre

### Comédiens
| - La Champmeslé (Rouen, 1642-1698) - Nicolas Desmares (Rouen, 1650-1714) - La Desmares (Copenhague, 1682-1753) - La Dangeville (1685-1772) - Mademoiselle George (Bayeux, 1787-1867) | - Frédérick Lemaître (Le Havre, 1800-1876) - Bocage (Rouen, 1801-1863) - Baron (Alençon, 1838-1920) - Philippe Torreton (Rouen, 1965-) - Bruno Putzulu (Toutainville, 1967-) |

### Auteurs
| - Pierre Corneille (Rouen, 1606-1684) - Jean Marot (Mathieu, v. 1450-v. 1526) - Jacques Ovyn (Louviers, XVIe siècle) - Antoine de Montchrestien (Falaise, 1575-1621) - François Le Métel de Boisrobert (Caen, 1592-1662) - Georges de Scudéry (Le Havre, 1601-1667) - Jean de Rotrou (Dreux, 1609-1650) - Isaac de Benserade (Lyons-la-Forêt, 1612-1691) - Nolant de Fatouville (Rouen, XVIIe siècle-Rouen, 1715) - Saint-Évremond (Saint-Denis-le-Gast, 1614-1703) - Thomas Corneille (Rouen, 1625-1709) - Marie-Catherine de Villedieu (Alençon, 1640-1683) - Paul-Alexis Blessebois (Verneuil-sur-Avre, v. 1646-v. 1700) - Catherine Bernard (Rouen, 1662-1712) - Charles Porée (Vendes, 1675-1741) - Léon Herpin (Giverny, 1790-1868) - Farin de Hautemer (Rouen, v. 1700-v. 1770) | - Ferdinand de Laboullaye (Le Grand-Andely, 1798-1849) - Anne-Marie du Boccage (Rouen, 1710-1802) - François-Louis Gand Le Bland Du Roullet (Normanville, 1716-1786) - Germain Delavigne (Giverny, 1790-1868) - Casimir Delavigne (Le Havre, 1793-1843) - Jules Barbey d'Aurevilly (Saint-Sauveur-le-Vicomte, 1808-1889) - Octave Feuillet (Saint-Lô, 1821-1899) - Louis-Eugène Sevaistre (1787-1865) - Albert Glatigny (Lillebonne, 1839-1873) - Remy de Gourmont (Bazoches-au-Houlme, 1858-1915) - Maurice Leblanc (Rouen, 1864-1941) - Gustave Le Rouge (Valognes, 1867-1938) - Robert de Flers (Pont-l'Évêque, 1872-1927) - Armand Salacrou (Rouen, 1899-1989) |

## Cinéma

### Réalisateurs
- André Deed (Le Havre, 1879-1940)
- Jean Grémillon (Bayeux, 1898-1959)
- René Le Somptier (Caen, 1884-1950)
- André Berthomieu (Rouen, 1903-1960)
- Jacques Rivette (Rouen, 1928-2016)
- Jean-Charles Tacchella (Cherbourg, 1925-)
- Olivier Baroux (Caen, 1964-)
- Stéphane Allagnon (Isigny-sur-Mer)

### Dialoguiste
- Henri Jeanson (Paris, 1900-1970)

### Acteurs
| - André Deed (Le Havre, 1879-1940) - Robert Moor (Rouen, 1889-1972) - René Hell (Orbec, 1891-1965) - Charlotte Clasis (Caen, 1891-1974) - Christian Argentin (Elbeuf, 1893-1958) - Germaine Kerjean (Le Havre, 1893-1975) - Simone Berriau (Touques, 1896-1984) - Josyane (Granville, 1901-1999) - Charles Bouillaud (Nointot, 1904-1965) - Monette Dinay (Le Petit-Quevilly, 1906-1986) - Raymond Bussières (Ivry-la-Bataille, 1907-1982) - Lycette Darsonval (Coutances, 1912-1996) - Jean Marais (Cherbourg, 1913-1998) - Geneviève Morel (Les Andelys, 1916-1989) - Bourvil (Prétot-Vicquemare, 1917-1970) - Marianne Hardy (Elbeuf, 1918-) - Dominique Marcas (Dozulé, 1920-) - Jacqueline Pierreux (Rouen, 1923-2005) - Jean Bouise (Le Havre, 1929-1989) - Serge Rousseau (L'Aigle, 1930-) - Dominique Paturel (Le Havre, 1931-) - Cathia Caro (Rouen, 1943-) - Anny Duperey (Rouen, 1947-) - Chantal Nobel (Rouen, 1948-) | - Maxime Leroux (Fécamp, 1951-) - Lise Lamétrie (Luneray, 1955-) - Jacques Gamblin (Granville, 1957-) - François Morel (Flers, 1959-) - Rosette (Cherbourg, 1959-) - Xavier Deluc (Caen, 1958-) - Anne Consigny (Alençon, 1963-) - Franck Dubosc (Le Petit-Quevilly, 1963-) - Valérie Lemercier (Dieppe, 1964-) - Olivier Baroux (Caen, 1964-) - Samuel Le Bihan (Avranches, 1965-) - Philippe Torreton (Rouen, 1965-) - Estelle Lefébure (Rouen, 1966-) - Karin Viard (Rouen, 1966-) - Bruno Putzulu (Toutainville, 1967-) - Madeleine Desdevises (Saint-Lô, 1967-1982) - Léa Drucker (Caen, 1972-) - Alexis Loret (Saint-Lô, 1975) - Sophie Quinton (Villedieu-les-Poêles, 1976-) - Laetitia Casta (Pont-Audemer, 1978-) - Olivier Saladin (Rouen) - Elsa Lepoivre (Caen) - Aurélien Wiik (Luc-sur-Mer, 1980-) - Julie Judd (Caen-) |

## Danse
- Lycette Darsonval

## Architecture
| - Adrien de Pauger (Dieppe ?-1726) - Jacques-François Blondel (Rouen, 1705-1774) - Antoine Matthieu Le Carpentier (Rouen, 1709-1773) - Joseph-Abel Couture - Guillaume-Martin Couture, dit « le Jeune » (Rouen, 1732-1799) - Jean-Baptiste Le Brument (Rouen, 1736-1804) - Louis Le Masson (La Vieille-Lyre, 1743-1829) - François Guéroult (Rouen, 1745-1804) - Jean-Guillaume Bernard Vauquelin (Rouen, 1748-1823) | - Jean-Jacques Lequeu (Rouen, 1757-1826) - Jean-Louis Bouet (Cristot, 1765-1810) - Édouard Lair de Beauvais (Évrecy, 1790-Bayeux, 1851) - Paul Letarouilly (Coutances, 1795-1855) - Charles Isabelle (Le Havre, 1800-1880) - Juste Lisch (Alençon, 1828-1910) - Georges Chedanne (Maromme, 1861-1940) - Auguste Perret (Bruxelles, 1874-1954) - Paul Bigot (Orbec, 1879-1942) - René Levavasseur (Vire, 1881-1962) |

## Histoire
Se référer aux page Histoire de la Normandie et catégories Catégorie:Historien de la Normandie ou Catégorie:Historien normand

## Lexicographie
- Prudence Boissière (Valognes, 1806-1885)
- Édouard Frère (Rouen, 1797-1874)
- Théodore-Éloi Lebreton (Rouen, 1803-1883)
- Noémi-Noire Oursel (Rouen, 1847-?)
- Adrien Pasquier (Rouen, 1744-1819)
- Eustache-Marie Courtin (Saint-Pierre-sur-Dives, 1769-1839)

## Philologie
- Jean-Louis Burnouf (Urville, 1775-1844)

## Photographie
- Bruno Braquehais (Dieppe, 1823-1875)
- Henri Gadeau de Kerville (Rouen, 1858-1940)
- Léon-Eugène Méhédin (L'Aigle, 1828-1904)
- Olivier Mériel (Saint-Aubin-sur-Mer, 1955-)
- Émile Frechon (Blangy-sur-Bresle, 1848-1921)
- Patrick Demarchelier (Le Havre, 1943-)

## Journalisme

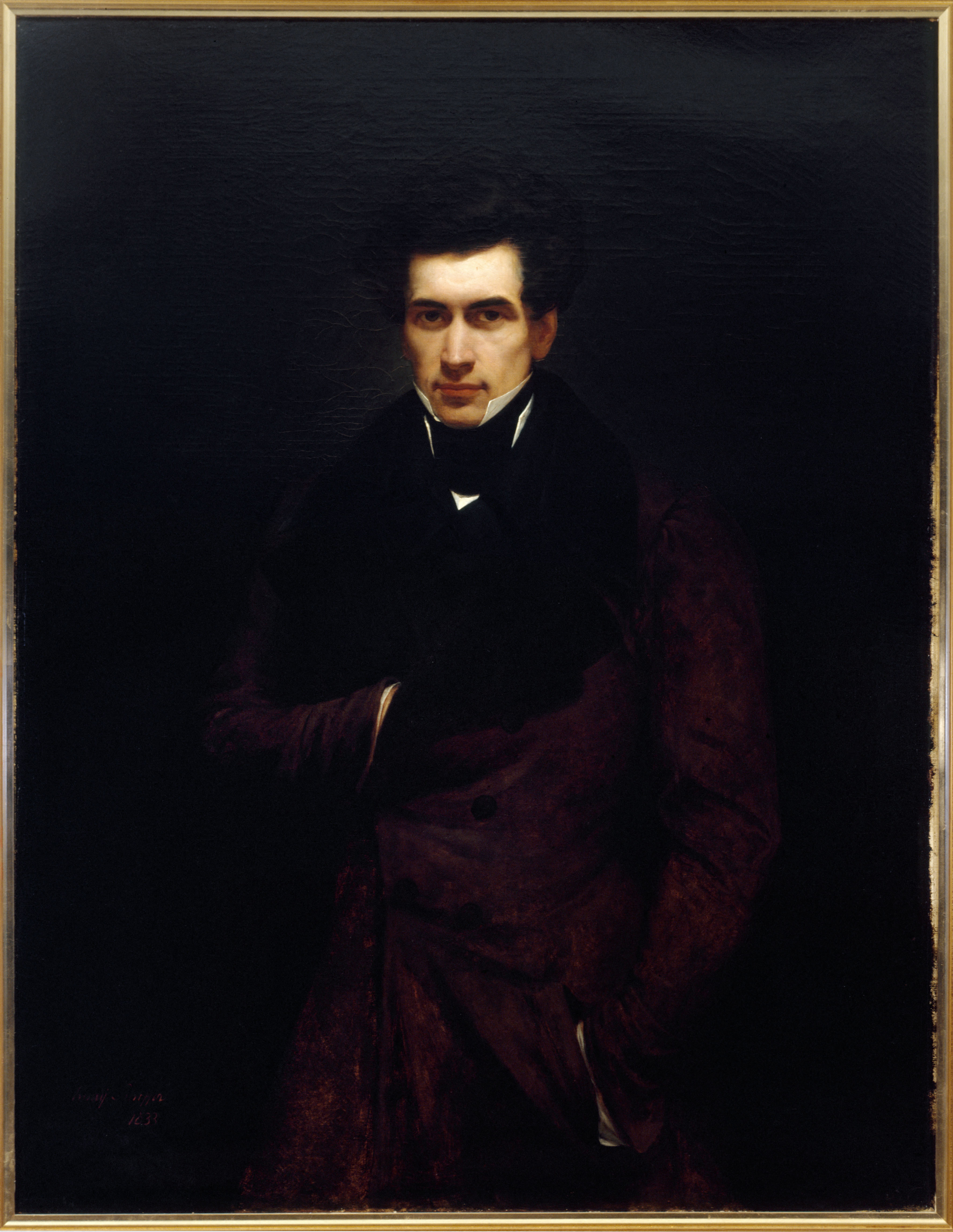
Armand Carrel.

- Julien Pouchard (Passais, 1656-1705)
- Pierre Brumoy (Rouen, 1686-1742)
- Nicolas de Bonneville (Évreux, 1760-1828)
- Charles-Louis Havas (Rouen, 1783-1858)
- Léon Thiessé (Rouen, 1793-1854)
- Armand Carrel (Rouen, 1800-1836)
- Pauline Roland, (Falaise, 1805-1852)
- Hippolyte de Villemessant (Rouen, 1810-1879)
- Allyre Bureau (Cherbourg, 1810-1859)
- Adolphe Georges Guéroult (Radepont, 1810-1872)
- Eugène Noël (Rouen, 1816-1899)
- Arthur Meyer (Le Havre, 1844-1924)
- Adhémard Leclère (Alençon, 1853-1917)
- Georges Dubosc (Rouen, 1854-1927)
- Jean-Baptiste Biard (1865-1938)
- Germaine Beaumont (Petit-Couronne, 1890-1983)
- Pierre-René Wolf (Rouen, 1899-1983)
- Albert Palle (Le Havre, 1916-2007)
- Roger Grenier, (Caen, 1919-)
- Jean Planchais (Mortagne-au-Perche, 1922-2006)
- Maurice Séveno (Cherbourg, 1925-2018)
- Alain Duhamel (Caen, 1940-)
- Jean-Marc Sylvestre (Alençon, 1946-)
- Didier Pillet (Rouen, 1948-)
- Franz-Olivier Giesbert (Wilmington, États-Unis, 1949-)
- Alain Genestar (Caen, 1950-)
- Laure Adler (Caen, 1950-)
- Francis Letellier (Vire, 1964-)

## Radio-télévision
- Jean-Paul Rouland (Saint-Sauveur-le-Vicomte, 1928-)
- Jacques Rouland (Saint-Sauveur-le-Vicomte, 1930-2002)
- Jean Drucker (Vire, 1941-2003)
- Michel Drucker (Vire, 1942-)
- Annie Lemoine (Torigni-sur-Vire, 1957-)
- Stéphane Marie (Barneville-Carteret, 1960-)
- Laurent Ruquier (Le Havre, 1963-)
- Nathalie Rihouet (Caen, 1965-)
- Flavie Flament (Valognes, 1974-)
- Frédéric Pommier (Alençon, 1975-)
- Fabrice Drouelle (1958-)

## Mode
- Christian Dior (Granville, 1905-1957)
- Laetitia Casta (Pont-Audemer, 1978-)
- Estelle Lefébure (Rouen, 1966-)

## Ameublement
- Mobilier cauchois

## Gastronomie
Se référer aux thèmes contenus dans la Catégorie:Gastronomie en Normandie

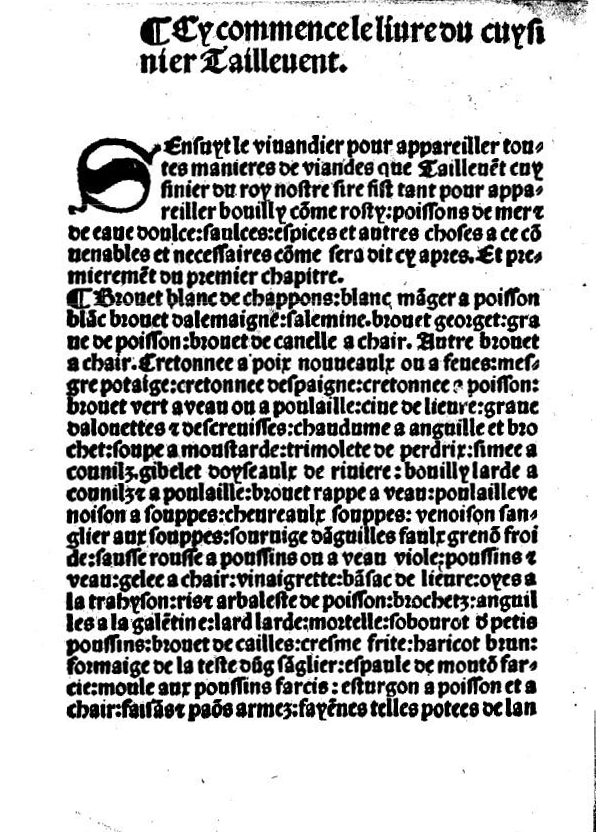
Le Viandier de Taillevent